# Østervold (København)
 For alternative betydninger, se Østervold. (Se også artikler, som begynder med Østervold)
Østervold er kvarteret i Indre by, der ligger mellem Østre Anlæg og Sortedams Sø. Mod nordøst afgrænses kvarteret af Dag Hammarskjölds Allé og mod sydvest af Sølvtorvet og Webersgade. Kvarteret gennemskæres af Øster Farimagsgade. Kvarteret er identisk med Østervold Sogn og har 6.846 indbyggere.
Syd for Øster Farimagsgade består kvarteret af prestigebyggeri fra ca. 1870-1900. Lejlighederne er store og ejendommene fashionable. Nord for Øster Farimagsgade finder man også Kartoffelrækkerne, der er opført i perioden 1873-1889. Bydelen består derudover af Zinngade og Collinsgade nord for Øster Farimagsgade og af Stockholmsgade, Upsalagade, Malmøgade, Lundsgade, Hjalmar Brantings Plads, Visbygade og Olof Palmes Gade syd for.
Kvarteret hører administrativt til Indre By, men har postnummer 2100 København Ø, dvs. Østerbro 